# بلوز (فیلم)
بلوز (به انگلیسی: The Blues) یک مجموعه فیلم مستند تلویزیونی به کارگردانی و تهیه کنندگی مارتین اسکورسیزی است. از بازیگران آن می‌توان به علی فارکا توره، کوری هریس، سون هاوس، جان لی هوکر، و ویلی کینگ اشاره کرد.